# Stiriinae
Stiriinae es una subfamilia de polillas perteneciente a la familia Noctuidae. Según otras taxonomías es una tribu (Stiriini) de la subfamilia Amphipyrinae con las subtribus, Annaphilina, Grotellina, Stiriina.

## Géneros
- Tribu: Azenini
- Azenia
- Tribu: Grotellini
- Grotella - Hemigrotella - Neogrotella
- Tribu: Stiriini
- Subtribu: Annaphilina
- Annaphila - Axenus
- Subtribu: Azeniina (?)
- Aleptinoides - Narthecophora - Tristyla
- Subtribu: Grotellina
- Grotella - Grotellaforma - Hemigrotella - Homolagoa - Neogrotella - Podagra
- Subtribu: Stiriina
- Angulostiria - Basilodes - Chalcopasta - Chrysoecia - Cirrhophanus - Cuahtemoca - Eulithosia - Fala - Hoplolythrodes - Lineostriastiria - Neumoegenia - Plagiomimicus - Stiria - Xanthothrix